# Кловане, Астра
Астра Кловане (латыш. Astra Klovāne; род. 13 октября 1944, Балдоне как Астра Эргле, латыш. Astra Ērgle) — латвийская, ранее советская, шахматистка.
Одна из сильнейших шахматисток Латвии в 1960—1970 годах. Семь раз побеждала на чемпионатах Латвии по шахматам среди женщин — в 1963, 1964, 1965, 1969, 1970, 1977 и 1978 годах, притом в трех чемпионатах подряд (1963, 1964, 1965) не проиграла не одной партий. Три раза выигрывала первенство Латвии среди женщин по быстрым шахматам — в 1977, 1978 и 1981 годах. Успешно представляла Латвию на Спартакиаде народов СССР в 1962 и 1967 годах, оба раза показывая лучший результат на своей доске.
В конце 1967 года вышла замуж за многократного чемпиона Латвии, гроссмейстера Яниса Клована (1935 - 2010). Имеет двух дочерей.
В 1968 году Астра Кловане окончила факультет иностранных языков Латвийского Университета, и много лет работала как журналист и переводчик. После восстановления Олимпийского комитета Латвии принимала активное участие в его деятельности, несколько лет была председателем ревизионной комиссии.

## Изменения рейтинга
| Графики недоступны из-за технических проблем. См. информацию на Фабрикаторе и на mediawiki.org. |